# 大谷智哉
大谷 智哉（おおたに ともや、1974年7月1日 - ）は日本のゲームミュージック作曲家。東京都出身。

## 略歴
高校の時からバンドを組んで音楽活動をしており、劇団の音楽、音響活動なども行っていた。
1999年セガに入社。主にソニックシリーズの音楽を担当している。2006年発売の『ソニック・ザ・ヘッジホッグ』で初めてサウンドディレクターを担当した。
またソニック以外でのゲームのサウンドディレクターも務めた。

## 作品
- チューチューロケット!（1999年）
- ROOMMANIA＃203（2000年）
- ソニックアドベンチャー2（2001年）
- スペースチャンネル5 パート2（2002年）
- ジャイアントエッグ ～ビリー・ハッチャーの大冒険～（2003年）
- ソニックヒーローズ（2003年）
- ソニックアドバンス3（2004年）
- セガ スーパースターズ（2004年）
- シャドウ・ザ・ヘッジホッグ（2005年）
- セガラリー2006（2006年）
- ソニック・ザ・ヘッジホッグ（2006年）
- ソニック ラッシュ アドベンチャー（2007年）
- ナイツ 〜星降る夜の物語〜（2007年）
- ソニック ワールドアドベンチャー（2008年）
- マリオ&ソニック AT バンクーバーオリンピック（2009年）
- スーパーモンキーボール アスレチック（2010年）
- ソニック カラーズ（2010年）
- ソニック ジェネレーションズ（2011年）
- マリオ&ソニック AT ロンドンオリンピック（2011年）
- リズム怪盗R 皇帝ナポレオンの遺産（2012年）
- ソニック ロストワールド（2013年）
- 電撃文庫 FIGHTING CLIMAX（2014年）
- ソニック ランナーズ（2015年）
- マリオ&ソニック AT リオオリンピック（2016年）
- ソニック フォース（2017年）
- 大乱闘スマッシュブラザーズ SPECIAL（2018年）
- チームソニックレーシング（2019年）
- マリオ&ソニック AT 東京2020オリンピック（2019年）
- ソニック カラーズ アルティメット（2021年）
- ソニックフロンティア（2022年）